# Lingenau
Lingenau is een gemeente in de Oostenrijkse deelstaat Vorarlberg, gelegen in het district Bregenz (B). De gemeente heeft ongeveer 1400 inwoners.

## Geografie
Lingenau heeft een oppervlakte van 6,89 km², 30,8% daarvan is bebost. Het ligt in het Bregenzerwald in het westen van het land.

## Cultuur en bezienswaardigheden

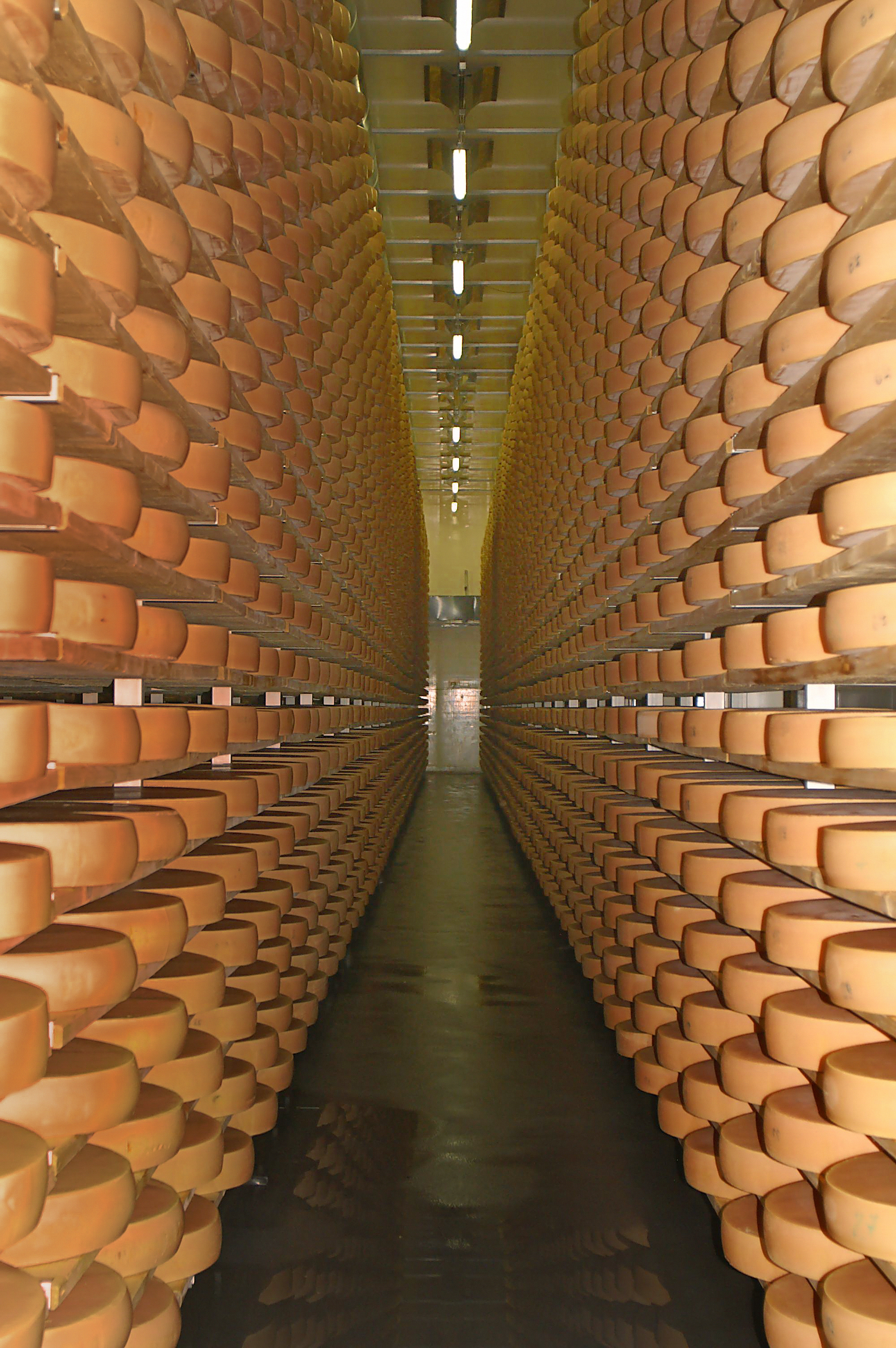
Kaaskelder Lingenau

De parochiekerk Hl. Johannes de Doper werd in de 19e eeuw gebouwd.
De barokke St. Anna-kapel is werd in 1722 gebouwd en is van kalktuf.
De houten Gschwendtobel-brug tussen Lingenau en Egg over de rivier Subersach werd in 1834 door Alois Negrelli (die aan de Suezkanaal meewerkte) geconstrueerd. Gezien haar leeftijd wordt de brug als meesterwerk van de ingenieurs- en timmermanskunst geacht. Zij staat op de monumentenlijst.
De hangbrug tussen Lingenau en Egg (over de rivier Subersach) is een voetbrug van draad en werd in 1901 geconstrueerd. De brug heeft een lengte van 57 m en wordt vandaag alleen maar door wandelaars gebruikt.
In Lingenau staat sinds 2002 de Bregenzerwälder Käsekeller waar meer dan 32 000 kaaswielen voor de rijping worden bewaard. De kaaskelder is een initiatief van de Käsestraße Bregenzerwald om de kleinschalige landbouw en de diversiteit van lokale producten in het Bregenzerwald in stand te houden en dus de kaascultuur in Vorarlberg te steunen. Met meer dan 6,5 miljoen euro is de kaaskelder de grootste investering in de Vorarlbergse zuivelindustrie ooit.
De Bregenzerwald Umgang ("Bregenzerwald wandeling") toont de vormgeving van 12 dorpen, waaronder Lingenau, in het Bregenzerwald. Aan de hand van het landschap, openbare gebouwen, huizen en alledaagse objecten worden wandelaars geïnformeerd over de typische Bregenzerwälder architectuurstijl door de eeuwen heen.

## Weblinks

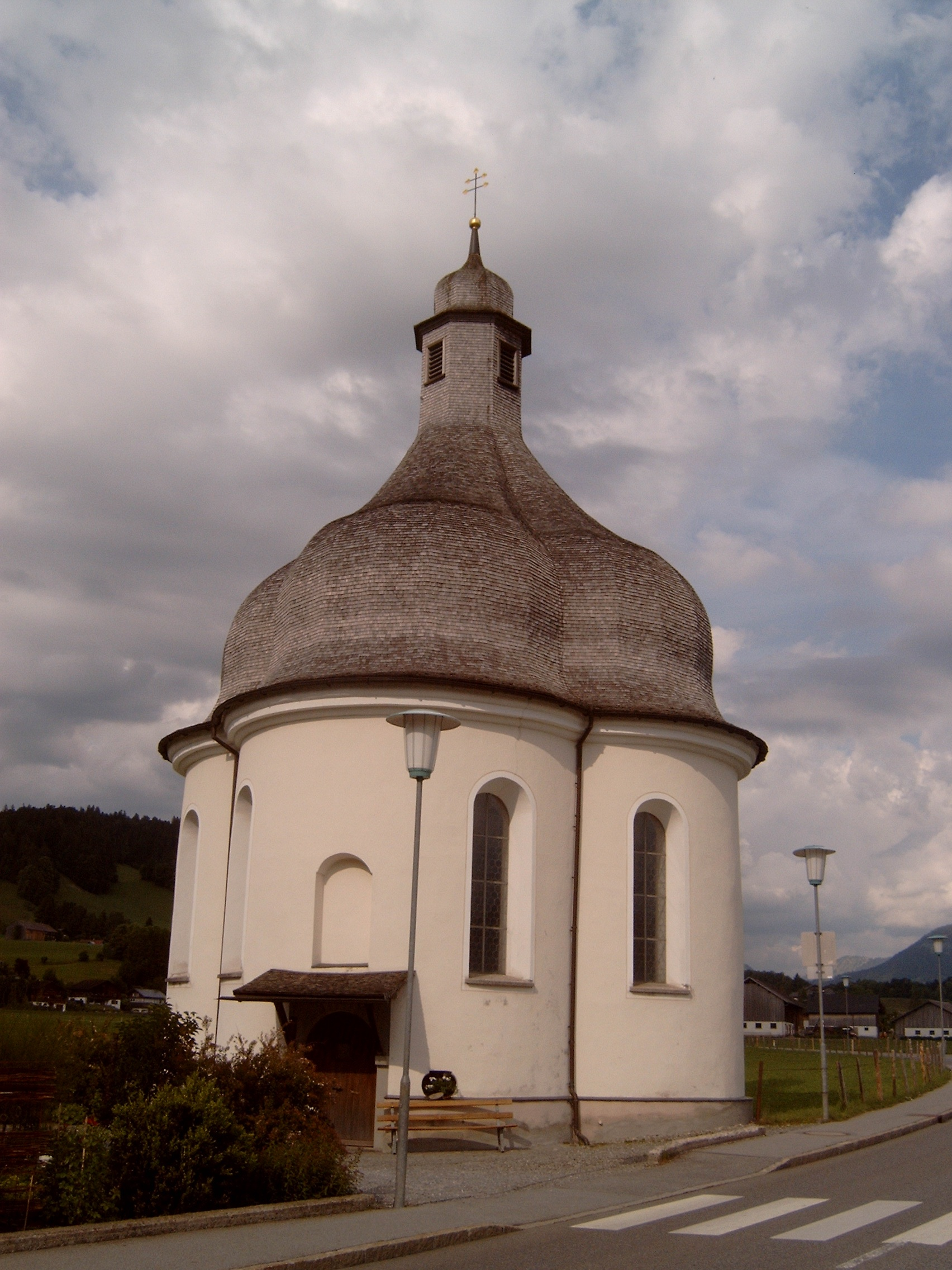
Lingenau, kapel: Sankt Anna Kapelle

- Website van de gemeente Lingenau
- Website van de Käsestraße

Alberschwende · Andelsbuch · Au · Bezau · Bildstein · Bizau · Bregenz (stad) · Buch · Damüls · Doren · Egg · Eichenberg · Fußach · Gaißau · Hard · Hittisau · Höchst · Hohenweiler · Hörbranz · Kennelbach · Krumbach · Langen bei Bregenz · Langenegg · Lauterach · Lingenau · Lochau · Mellau · Mittelberg · Möggers · Reuthe · Riefensberg · Schnepfau · Schoppernau · Schröcken · Schwarzach · Schwarzenberg · Sibratsgfäll · Sulzberg · Warth · Wolfurt
- Gemeinsame Normdatei: 7698577-5
- Virtual International Authority File: 243251768